# Drugie spojrzenie na planetę Ksi
Drugie spojrzenie na planetę Ksi – ostatnia, niedokończona powieść Janusza Zajdla, będąca kontynuacją utworu Cała prawda o planecie Ksi. We wrześniu 2014 ukazała się wersja powieści ukończona przez Marcina Kowalczyka.
Utwór należy do nurtu fantastyki socjologiczno-politycznej. Opowiada głównie o terroryzmie w kosmosie, jak również porusza tak typowy dla Zajdla temat utopijnych i nie tylko ustrojów politycznych.

## Historia publikacji
Napisane przez Zajdla fragmenty i konspekt powieści były też publikowane w zbiorach List pożegnalny i Residuum. Ze względu na to, iż za życia autora powstała bardzo mała część powieści (trzy rozdziały), została ona także wydana razem ze wznowieniem poprzedniej części, pod tytułem Cała prawda o planecie Ksi. Drugie spojrzenie na planetę Ksi.
W roku 2011 Jadwiga Zajdel oraz Joanna Zajdel-Przybył wraz z wydawnictwem superNOWA ogłosiły konkurs na kontynuację powieści, którego zwycięzcą został Marcin Kowalczyk. Książka swoją premierę miała na Polconie 2014.

## Opis fabuły
Doświadczony komandor żeglugi międzygalaktycznej o pseudonimie Sloth wraca na Ziemię po wykonaniu misji zwiadowczej na planecie Ksi (misja ta jest tematem powieści Cała prawda o planecie Ksi), na którą wiele lat temu wysłano 4000 ludzi w celu zasiedlenia planety. Wiele wskazuje na to, że zastana sytuacja na Ksi jest sprawką zorganizowanej szajki terrorystów. Komandor musi podjąć kroki, by zapewnić bezpieczeństwo sobie i ratunkowej wyprawie na zasiedloną planetę.